# Potpourri-Quadrille
Potpourri-Quadrille, är en kadrilj utan opusnummer av Johann Strauss den yngre. Den spelades första gången den 14 september 1867 i Covent Garden i London.

## Historia
Johann Strauss avlade endast ett besök i Storbritannien, år 1867 då han dirigerade dansmusiken till alla 63 promenadkonserter i Londons Royal Opera House från den 15 augusti till den 26 oktober. Tidningen Fremden-Blatt skrev den 24 augusti: "En av nyheterna bestod av den berömde valskompositören Johann Strauss från Wien, som skördade många lagrar av entusiastiska applåder igår. Fram till för några dagar sedan var Strauss och hans charmerande valser en okänd skatt för majoriteten av publiken i London. En enda afton var nog för att göra valskungen och hans melodier utomordentligt populära". Liksom fader Johann Strauss den äldre kom han inte tomhänt till London. Med sig hade han en rad kompositioner. Bland dessa fanns Potpourri-Quadrille, vilken framfördes den 14 september 1867. 
Då inga orkesternoter hittats förrän nyligen trodde man att kadriljen var identisk med Festival-Quadrille (op. 341) som också skrevs och framfördes vid Londonbesöket. Men "The Johann Strauss Society of Great Britain" lyckades spåra en kopia av Potpourri-Quadrille utgiven av förlaget "Boosey & Co." i serien "New Dance Music by J. Strauss Junr" och det har visat sig vara ett eget verk. Som titeln antyder rör det sig om en musikalisk pastisch. Verket består av franska och tyska sånger från hans tidigare utgivna Chansonette-Quadrille (op. 259) och Lieder-Quadrille (op. 275), samt tre populära skotska melodier: "Ye banks and braes o' Bonny Doon", "There's nae luck about the house" och "Wi' a hundred pipers an' a', an' a'". 
Kadriljen publicerades aldrig och spelades inte heller i Wien. Johann Strauss såg den endast som en hyllning till publiken, som troget kom till hans 63 konserter. 
Inspelningen på skivmärket "Marco Polo" innehåller citaten från Lieder-Quadrille och Chansonette-Quadrille i den utgåva som förlaget Carl Haslinger gav ut i Wien. Det har inte gått att lokalisera Strauss originalorkestrering för den tredje delen med skotska melodier, så 1989 gav "The Johann Strauss Society of Great Britain" i uppdrag till den engelske dirigenten Edward Peak att utifrån klaverutdraget arrangera ett orkesterarrangemang.

## Om kadriljen
Speltiden är ca 5 minuter och 37 sekunder plus minus några sekunder beroende på dirigentens musikaliska tolkning.

## Weblänkar
- Potpourri-Quadrille i Naxos-utgåvan.